# Cochoa azurea
Cochoa azurea là một loài chim trong họ Turdidae.